# Коптски језик
Коптски језик је назив за египатски језик писан грчким писмом, уз неколико слова за звукове које Грци нису употребљавали. Коптски језик потиче од старог египатског, био је говорни језик 3-7 века када га је потиснуо арапски. Копти су потомци старих Египћана, има их око 3 милиона раштрканих по градовима у Горњем и Доњем Египту. Данас Копти говоре арапским језиком, а религија им је хришћанство.
Коптски језик је једини члан египатске породице језика, поријеклом од староегипатског, којим су се служили Копти, потомци старих Египћана који нису хтели да прихвате муслиманску веру арапских освајача. Коптски језик имао је шест дијалеката, који негде до 16. стољећа, нестају један за другим продором муслиманских Арапа, који су им наметнули арапски језик. Коптски се писао прилагођеним грчким алфабетом (коптско писмо), а најпознатији су преводи Јованова еванђеља и Дјела апостолских написана на асјутском дијалекту. Од шест коптских дијалекта четири су се говорила у Горњем, а два у Доњем Египту. Данас је бохајирски дијалект литургијски језик Коптске оријентално-православне цркве.
Коптски језик потекао је из старог египатског језика те се, приликом изучавања, на темељу њега могао реконструисати стољећима заборављен језик хијероглифских споменика.

## Име
Родно име за језик је ϯ ⲙⲉⲑⲣⲉⲙⲛⲭⲏⲙⲓ / ти-метʰ-рем-ен-кʰеː-ми / . Префикс ме(н)т- из глагола ⲙⲟⲩ ϯ моути ("говорити") формира све апстрактне именице на Коптику (не само оне које се односе на "језик"). Термин ременкхеми који значи "египатски", буквално "лице Египта", је саставни део рем-а, што је конструктивно стање коптске именице ⲣⲱⲙⲓ / ⲣⲱⲙⲉ, "човек, људско биће", + генитивна предуслова (е) н- 'оф' + реч за 'Египат', ⲭⲏⲙⲓ / ⲕⲏⲙⲉ кхеми / кеме (види Кемет). Дакле, читав израз буквално значи "језик народа Египта", или једноставно "египатски језик".
Многа велика имена градова у модерном Египту су арапске адаптације њихових бивших коптичких имена:
- Танта - ⲧⲁⲛⲧⲁⲑⲟ (Тантато)
- Асиут-ⲥⲓⲟⲟⲩⲧ (Сиовт)
- Фајум - ⲡⲉⲓⲟⲙ (Пеиом)
- Думиат - ⲧⲁⲙⲓⲁ ϯ (Тамиати)
- Асван - ⲥⲟⲩⲁⲛ (Суан)
- Даманхур - ϯ ⲙⲓⲛ ϩ ⲱⲣ (Тиминхор)

## Систем писања
Копти користе писани систем готово у потпуности изведен из грчке абецеде, уз додатак великог броја слова које имају своје порекло у демотичком египатском. (То га чини упоредивим са исландском латинском абецедом, која укључује ружичасто писмо трња.) Постоје неке варијације у броју и облицима ових знакова у зависности од дијалекта. Неке од слова на Коптској абецеди која су грчког порекла обично су резервисане за речи које су саме Грчке.

## Књижевност
У коптској књижевности сачуван је у народном, радикално модификованом облику последњи одјек старог египатског језика из доба фараона. Преко ње је средњовековна Европа упознала тек извесне основе књижевности и резултате знаности из старог Египта. У раним коптским нехришћанским књигама сачувани су и трагови религиозне кризе коју је преживљавао хеленистички свет на прагу хришћанизације. Коптски књижевни језик и писмо настали су у раздобљу од 3. до 7. века из народног (демотског) египатског говора, преузимањем делимично прилагођеног грчког алфабета.

Књижевност се може поделити на пет периода:
1. у првом (2-4век)сачувани су важни гностички и манихејски списи извесних секти у долини Нила. важан извор за проучавање текста је била библиотека из 4. века нађена у Хенобоскиону, са 43 рукописа који досад нису издати. У њима су апокалипсе, списи приписани митској личности Сету, апокрифи о Адаму, Тајна Јованова књига и др. Из тог доба су и манихејски списи пронјађени у Фајуму и превод Старог завета са хебрејског.
2. други период обухвата књижевност 3-5 века, њен златни век. Одликује се значајним преводом Новог завета на коптски и првом књижевношћу која је настала у хришћанским манастирима. Из тог доба су и бројни апокрифи нпр. Паблово узнесење. Многи апокрифи инспирисани су мотивима из фараонских гробница. Друга дела као Јованова и Прохорова, имају забаван карактер, изгледа да је чувени црквени писац Атанасиј написао на коптском живот св.Антонија, једну од првих хришћанских хагиографија. Макарије из Пахомије, оснивач "ксенобитске школе" , износи учење анахорета, калуђера-пустињака.
3. у трећем периоду , по карактеру византијском, који траје до 11. века, кад у долину Нила долазе Арапи, нестаје стара књижевност која је до тада била превођена, а коптска црква се после црквеног сабора у Халкидону год.одваја због византијске због монофизитске шизме.Књижевност се снажно развија у манастирима, али под јаким утицајем византијских црквених писаца. Најбројније су биографије светаца, а главне личности су Хенути, калуђер сељачког порекла, командант војске црноризаца који су рушили паганске храмове и Писенциос, владика из Коптоса и писац многих сачуваних посланица и писама.
4. У четвртом периоду, који почиње у 11. веку у Доњем Египту, дотле доминантан тебански или сахидијски дијалект замењује се бохаирским, којим се говорило у области Нилове делте.Књижевност се углавном развија у манастиру св.Макарија у Вади Ноструму.На бохаирски дијалект преведени су многи списи са сахидијског, а књижевност се ширила ван египатских граница, нарочито у Етиопију
5. У петом периоду, арапски све више улази у хришћанску коптску цркву и коптски као живи језик ишчезава негде у 14. веку. Доцније се одржао само литургијски језик, док се на арапском стварала нова црквена књижевност. Из тог доба су Књига мрака Абул Бараката и збирка легенди везаних за доба египатских фараона : Књига о скривеним бисерима, О чудима и др.